# James R. Hansen
Pour les articles homonymes, voir Hansen.
James R. Hansen est un historien et professeur d'histoire américain, né en 1952.
Ancien étudiant de l'université de l'Indiana et de l'université d'État de l'Ohio, il est professeur d'histoire à l'université d'Auburn en Alabama.
Son livre From the Ground Up a remporté le prix du livre d'histoire de l'American Institute of Aeronautics and Astronautics (AIAA) en 1988. Pour sa série de livres The Wind and Beyond, il a reçu le prix Eugene Ferguson de la Society for the History of Technology (en) (SHOT) en 2005. Son livre le plus connu est cependant First Man : Le Premier Homme sur la Lune qui est une biographie autorisée de Neil Armstrong et la base du film First Man : Le Premier Homme sur la Lune (2018).